# Вишневе (Новогуйвинська селищна громада)
Вишне́ве (до 1930 року — 10-річчя Жовтня, у 1930—57 роках — Ворошилівка) — село в Україні, у Новогуйвинській селищній територіальній громаді Житомирського району Житомирської області. Кількість населення становить 131 особу (2001).

## Населення
Відповідно до результатів перепису населення СРСР, кількість населення, станом на 12 січня 1989 року, становила 138 осіб. Станом на 5 грудня 2001 року, відповідно до перепису населення України, кількість мешканців села становила 131 особу.

## Історія
Виникло у 1927 році як хутір 10-річчя Жовтня Волицької сільської ради Троянівського району Волинської округи. З 1930 року — Ворошилівка. 11 серпня 1954 року, внаслідок об'єднання сільських рад, підпорядковане Двірецькій сільській раді Троянівського району Житомирської області. 25 жовтня 1957 року, відповідно до рішення Житомирського облвиконкому № 961 «Про перейменування окремих населених пунктів Житомирської області», перейменоване на Вишневе. 28 листопада 1957 року, в складі сільської ради, передане до Житомирського району. 12 травня 1958 року включене до складу Сінгурівської сільської ради Житомирського району.
12 червня 2020 року, відповідно до розпорядження Кабінету Міністрів України № 711-р «Про визначення адміністративних центрів та затвердження територій територіальних громад Житомирської області», територію та населені пункти Сінгурівської сільської ради включено до складу Новогуйвинської селищної територіальної громади Житомирського району Житомирської області.
12 червня 2020 року, відповідно до розпорядження Кабінету Міністрів України № 711-р «Про визначення адміністративних центрів та затвердження територій територіальних громад Житомирської області» увійшло до складу Новогуйвинської селищної територіальної громади.
19 липня 2020 року, в результаті адміністративно-територіальної реформи та ліквідації Житомирського району (1939—2020), село увійшло до складу новоутвореного Житомирського району.